# 精神鍛錬
精神鍛錬（せいしんたんれん）とは、精神に対するトレーニングをすること。メンタルトレーニングともいう。これに対して武道、体操などでも特に肉体に対して行う鍛錬はフィジカルトレーニングという。
身体の鍛錬のためには物理的に運動を行う必要があるが、精神の鍛錬についても訓練を重ねて心を修めることが必要である。
日本では神社仏閣やトレーニングセンターなどで、さまざまな精神鍛錬が行われている。寺などで行われている精神鍛錬は、滝行などの行（ぎょう）の種類で通常は僧侶がする修行の類も存在するが、一般にも容易なパターンとしては禅の精神を学ぶ坐禅が選択されるケースが多い。